# Arisan Musi
Arisan Musi is een bestuurslaag in het regentschap Muara Enim van de provincie Zuid-Sumatra, Indonesië. Arisan Musi telt 1062 inwoners (volkstelling 2010).